# Christian Giovanni Castillo
Christian Giovanni Castillo Martínez (Santa Tecla, La Libertad, 27 de junio de 1984) es un  exfutbolista salvadoreño. Jugaba de centrocampista y su último equipo fue Club Deportivo Luis Ángel Firpo.

## Trayectoria
Inició su carrera profesional en la segunda división de El Salvador con Club Deportivo Telecom el año 2002. En 2006 debutó en la primera categoría con Club Deportivo Chalatenango, anotando tres goles en cuarenta y nueve juegos. Posteriormente pasó a formar parte de las filas de Alianza Fútbol Club en 2008, participando en veintiséis partidos con tres goles. Para 2009 fue contratado por el Club León de la Segunda División de México junto a sus compatriotas Rodolfo Zelaya y Julio Martínez.
En 2010 formó parte de D.C. United de la Major League Soccer, entidad que rescindió el contrato con el futbolista el 29 de junio de ese mismo año. Posteriormente regresó al equipo salvadoreño Alianza para el Torneo Apertura 2010, cedido en préstamo por el Club León. Con el conjunto albo logró el título de campeón del Torneo Clausura 2011. 
En febrero de 2012 fue separado del equipo por aparente acto de indisciplina, aunque para el mes de mayo llegó a un acuerdo para retornar al club.
En el transcurso del Torneo Clausura 2013, Castillo partió para la Liga Premier de Tailandia para unirse a las filas del Suphanburi FC. La decisión tomó por sorpresa a las autoridades del equipo albo que pretendía no darle el respectivo permiso, aunque el jugador alegaba que su contrato establecía la posibilidad de aceptar una oferta en caso de presentarse. Al final la polémica fue solventada, y Castillo pudo recibir el traspaso definitivo. En Tailandia participó en nueve juegos de la temporada y anotó dos goles, pero decidió retornar a El Salvador para incorporarse al Luis Ángel Firpo a partir del Torneo Apertura 2013.

### Selección nacional
Con la selección nacional de El Salvador, participó en la ronda clasificatoria para la Copa Mundial de Fútbol de 2010 con un total de 17 partidos en los que anotó tres goles. También fue convocado para la segunda fase de la clasificación de la Copa Mundial de Fútbol de 2014, y participó en cinco juegos. También jugó en la Copa Centroamericana 2013.

### Suspensión de por vida
El 20 de septiembre de 2013, la Federación Salvadoreña de Fútbol le suspendió de por vida de toda actividad relacionada con este deporte junto a otros trece futbolistas, al haber sido declarados culpables de amaños en juegos de la selección nacional. Actualmente se le puede ver participando en torneos amateurs en El Salvador.

## Clubes
| Club                            | País           | Año       | Partidos | Goles |
| ------------------------------- | -------------- | --------- | -------- | ----- |
| Club Deportivo Telecom          | El Salvador    | 2002-2005 |          |       |
| Club Deportivo Chalatenango     | El Salvador    | 2006-2008 | 49       | 3     |
| Alianza Fútbol Club             | El Salvador    | 2008-2009 | 34       | 3     |
| Club León                       | México         | 2009-2010 | 15       | 1     |
| D.C. United (Préstamo)          | Estados Unidos | 2010      | 10       | 0     |
| Alianza Fútbol Club             | El Salvador    | 2010-2013 | 58       | 8     |
| Suphanburi Football Club        | Tailandia      | 2013      | 9        | 2     |
| Club Deportivo Luis Ángel Firpo | El Salvador    | 2013      | 6        | 0     |

### Carrera como legionario
Actualizado al último partido jugado el 8 de junio de 2013.
| Club                               | Div.                | Temporada           | Liga  | Liga  | Copas nacionales | Copas nacionales | Copas internacionales | Copas internacionales | Total | Total |
| Club                               | Div.                | Temporada           | Part. | Goles | Part.            | Goles            | Part.                 | Goles                 | Part. | Goles |
| ---------------------------------- | ------------------- | ------------------- | ----- | ----- | ---------------- | ---------------- | --------------------- | --------------------- | ----- | ----- |
| Club León · México                 | 2.ª                 | 2009                | 15    | 1     | -                | -                | -                     | -                     | 15    | 1     |
| Club León · México                 | Total               | Total               | 15    | 1     | 0                | 0                | 0                     | 0                     | 15    | 1     |
| D. C. United Estados Unidos        | 1.ª                 | 2010                | 10    | 0     | -                | -                | -                     | -                     | 10    | 0     |
| D. C. United Estados Unidos        | Total               | Total               | 10    | 0     | 0                | 0                | 0                     | 0                     | 10    | 0     |
| Suphanburi Football Club Tailandia | 1.ª                 | 2013                | 9     | 2     | -                | -                | -                     | -                     | 9     | 2     |
| Suphanburi Football Club Tailandia | Total               | Total               | 9     | 2     | 0                | 0                | 0                     | 0                     | 9     | 2     |
| Zeravani SC Kurdistán              | 1.ª                 | 2014-15             | 26    | 4     | -                | -                | -                     | -                     | 26    | 4     |
| Zeravani SC Kurdistán              | Total               | Total               | 26    | 4     | 0                | 0                | 0                     | 0                     | 26    | 4     |
| Total en su carrera                | Total en su carrera | Total en su carrera | 60    | 7     | 0                | 0                | 0                     | 0                     | 60    | 7     |

## Palmarés

### Trofeos nacionales
| Título          | Club    | País        | Año  |
| --------------- | ------- | ----------- | ---- |
| Torneo Clausura | Alianza | El Salvador | 2011 |